# Бурлово (Опочецкий район)
Бурлово — деревня в Опочецком районе Псковской области. Входит в состав Болгатовской волости
Расположена к востоку от озера Ижгожка, в 20 км к востоку от города Опочка и в 10 км к югу от деревни Болгатово.
Численность населения по оценке на конец 2000 года составляла 10 человек, на 2011 год — 2 человека.
До 2005 года деревня входила в состав ныне упразднённой Любимовской волости с центром в д.Лаптево.